# Альбек, Плия
Плия Альбек (1937 — 27 сентября 2005) — израильский государственный деятель, юрист. Дочь Государственного контролёра Израиля Ицхака Невенцаля.

## Биография
Окончила Еврейский университет в Иерусалиме, в 20-летнем возрасте поступила на государственную службу в Министерство юстиции, в 1969 г. возглавила гражданский отдел министерства, затем, после правительственной реформы, гражданский отдел Генеральной прокуратуры.
Фактически именно Альбек была создателем юридической базы для политики создания еврейских поселений на землях в Иудее и Самарии. Альбек утверждала экспертные заключения о принадлежности Государству Израиль земельных участков прежде, чем премьер-министр Израиля подписывал разрешение о создании на этой земле поселения.
В 1993 г. Альбек была уволена в отставку в связи с взятым правительством Израиля курсом на переговоры с палестинцами и в дальнейшем работала адвокатом. В последующие годы её деятельность подвергалась резкой критике левым крылом израильских политиков: так, израильский министр Шуламит Алони сказала: «Если мы будем продолжать политику Плии Альбек, то мир не настанет никогда».